# Royalton (Nowy Jork)
Royalton – miasto w Stanach Zjednoczonych, w stanie Nowy Jork, w hrabstwie Niagara.